# Onthophagus bandamai
Onthophagus bandamai är en skalbaggsart som beskrevs av Yves Cambefort 1984. Onthophagus bandamai ingår i släktet Onthophagus och familjen bladhorningar. Inga underarter finns listade i Catalogue of Life.